# 3-Caren
3-Caren (Betonung auf der Endsilbe: Caren) ist eine organisch-chemische Verbindung und gehört zu den Carenen, bicyclischen Monoterpenen. Des Weiteren teilt man es der Gruppe der ungesättigten Kohlenwasserstoffe zu, da es eine Verbindung mit einer Kohlenstoff-Kohlenstoff-Doppelbindung ist.

## Isomere
3-Caren tritt in zwei stereoisomeren Formen auf, (+)-3-Caren und (−)-3-Caren.
| Isomere von 3-Caren |                       |                     |
| Name                | (+)-3-Caren           | (−)-3-Caren         |
| Andere Namen        | (1S,6R)-(+)-3-Caren   | (1R,6S)-(−)-3-Caren |
| Strukturformel      | (+)-3-Caren           | (−)-3-Caren         |
| CAS-Nummer          | 498-15-7              | 20296-50-8          |
| CAS-Nummer          | 13466-78-9 (unspez.)  |                     |
| EG-Nummer           | 207-856-6             | –                   |
| EG-Nummer           | 236-719-3 (unspez.)   |                     |
| ECHA-Infocard       | 100.007.143           | –                   |
| ECHA-Infocard       | 100.033.367 (unspez.) |                     |
| PubChem             | 443156                | 442461              |
| PubChem             | 26049 (unspez.)       |                     |
| Wikidata            | Q15222640             | Q15222645           |
| Wikidata            | Q19414 (unspez.)      |                     |

## Vorkommen
3-Caren ist in zahlreichen Pflanzen, wie Kiefer- und Tannenarten (Pinus roxburghii, Sumpf-Kiefer (Pinus palustris), Waldkiefer (Pinus sylvestris), Balsam-Tanne (Abies balsamea)), Zypressen, Pfeffer (Piper nigrum), Türkischer Oregano (Origanum onites), Thymian (Thymus vulgaris), Kopfiger Thymian (Thymus capitatus), Salbei (Salvia officinalis), Kreuzkümmel (Cuminum cyminum), Ajowan (Trachyspermum ammi), Kümmel (Carum carvi), Fenchel (Foeniculum vulgare), Boldo (Peumus boldus), Rossminze (Mentha longifolia), Kamille (Matricaria recutita), Wacholder-Arten, wie Virginischer Wacholder (Juniperus virginiana), Arznei-Engelwurz (Angelica archangelica), Sternanis (Illicium verum), und Rosmarin (Rosmarinus officinalis), enthalten.
Weiterhin ist es zu finden in Zitruspflanzen, im Harz von Weihrauchbäumen, im ätherischen Hanföl, sowie in der Muskatnuss.

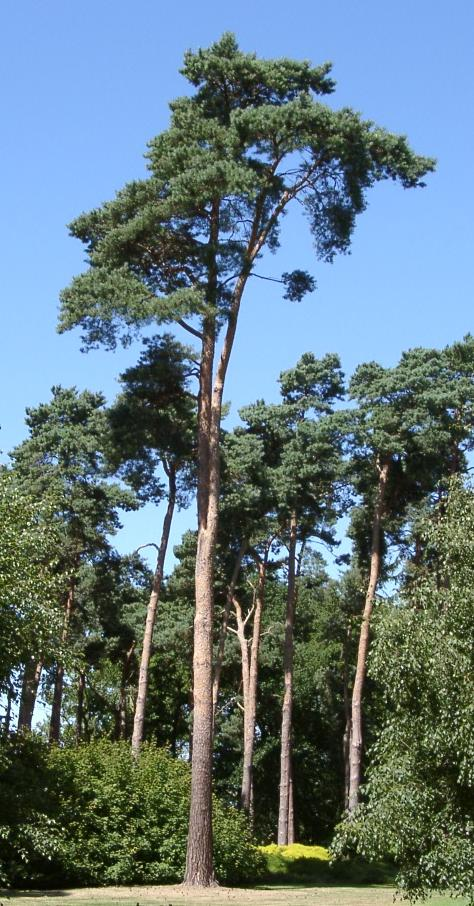
Waldkiefer
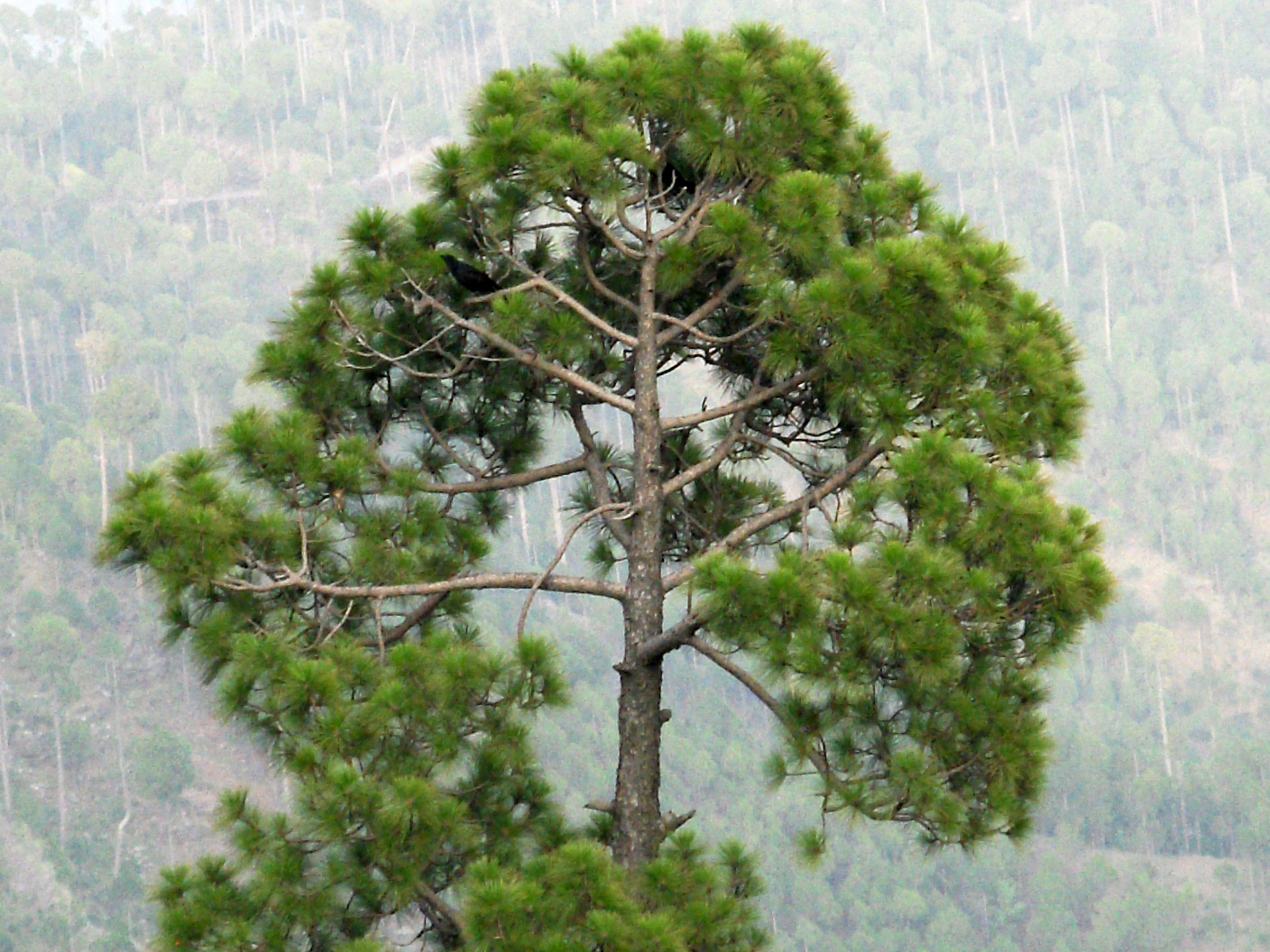
Pinus roxburghii
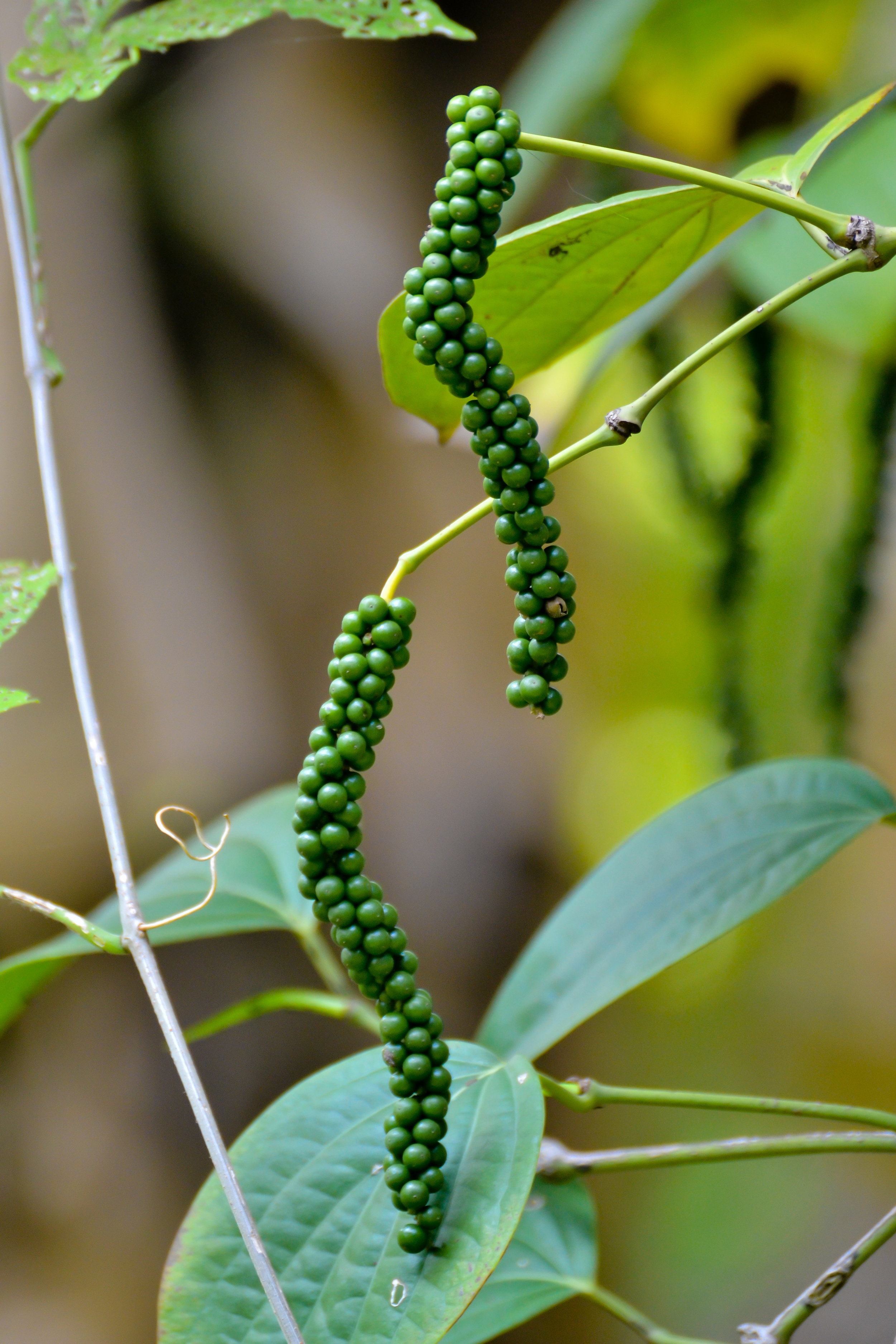
Pfeffer
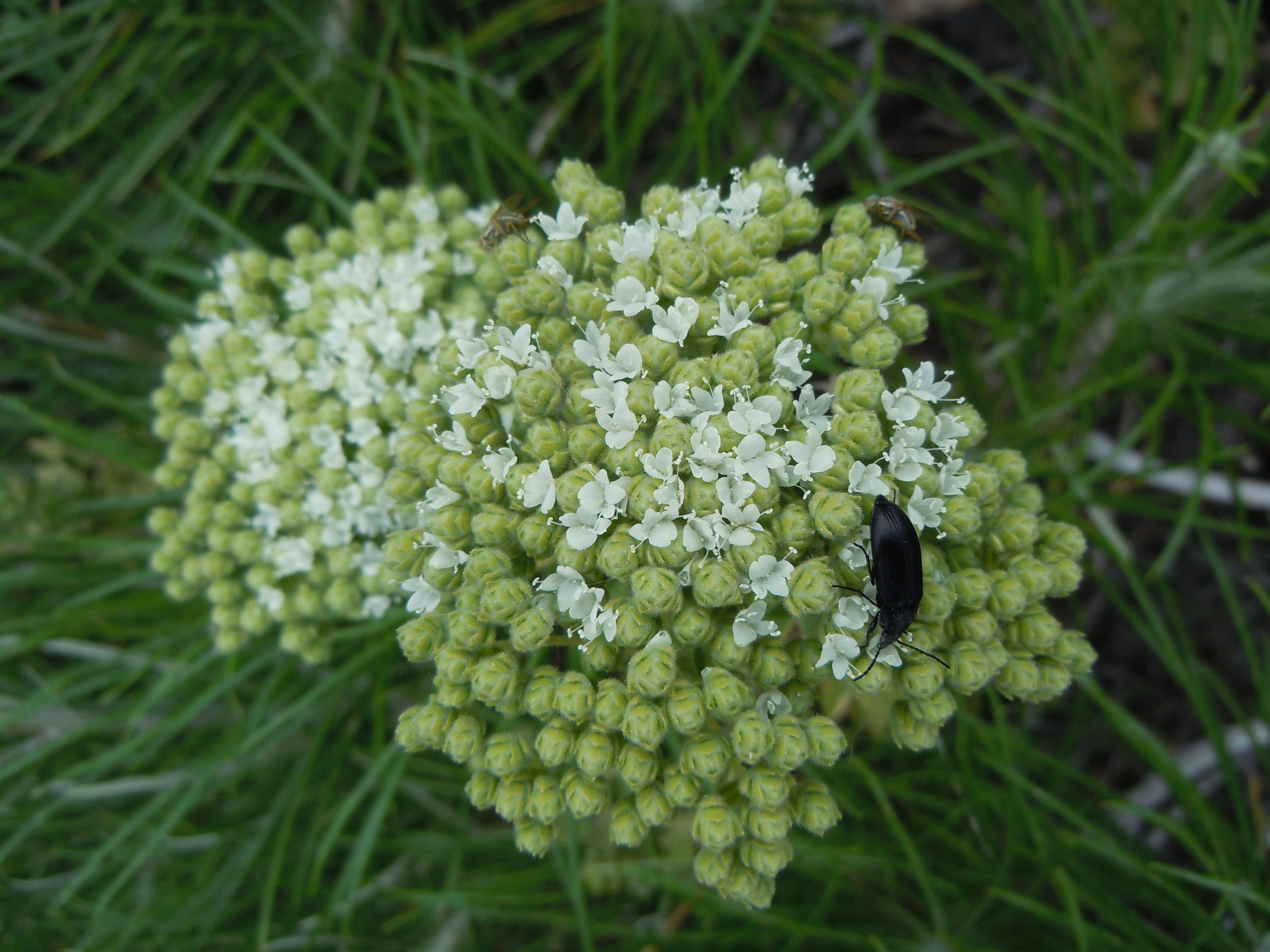
Türkischer Oregano
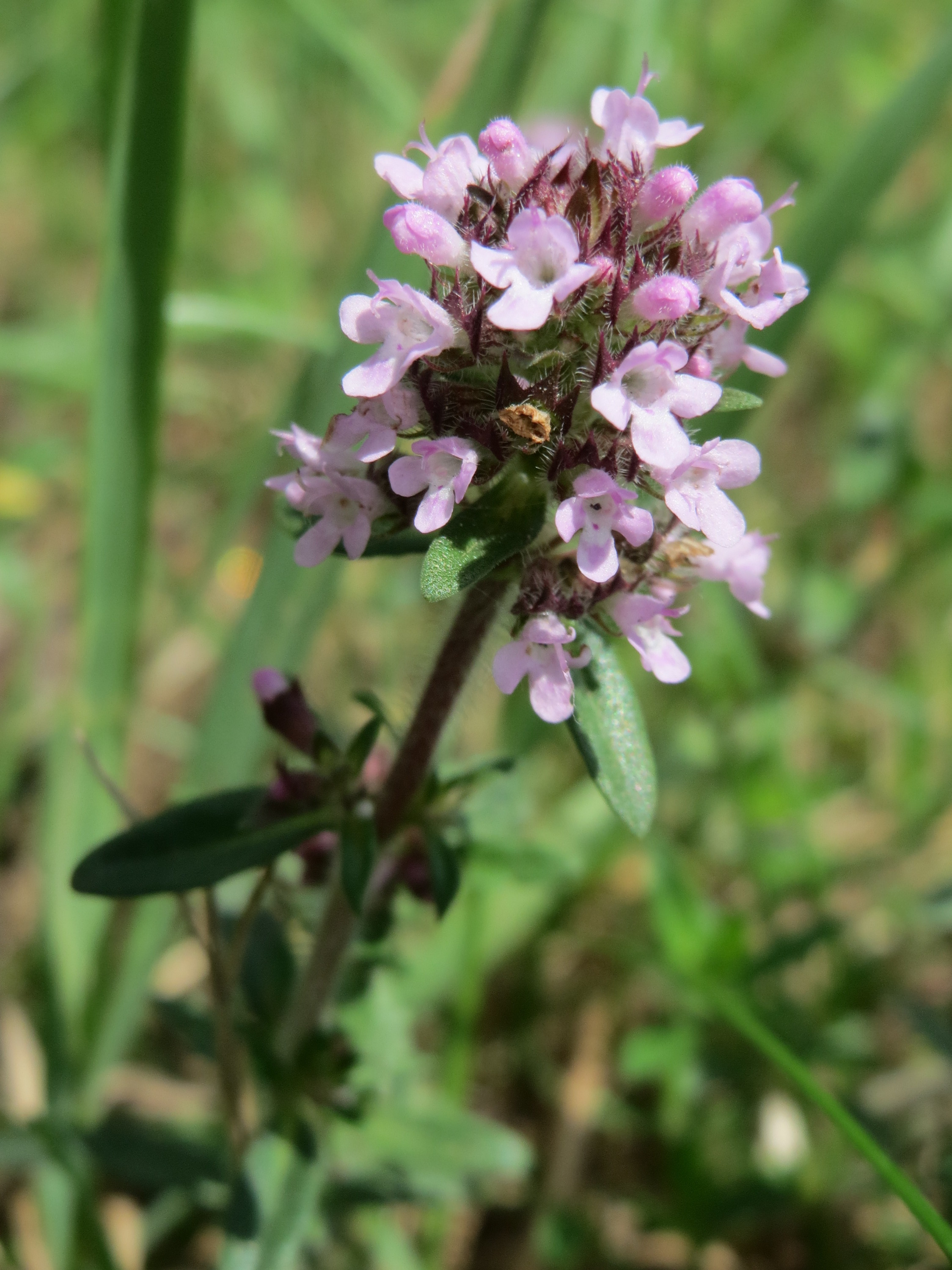
Thymian
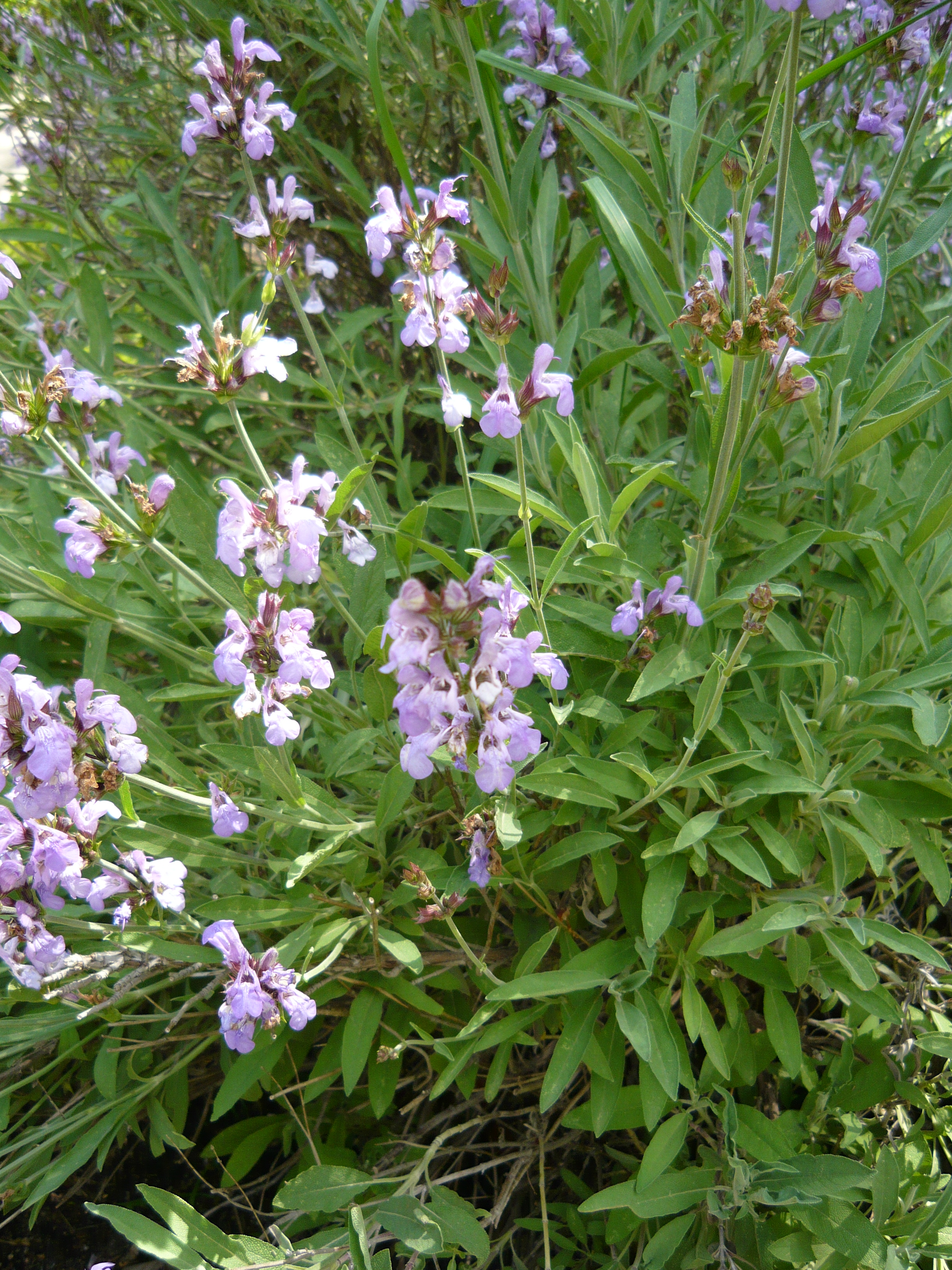
Salbei

(+)-3-Caren kommt mit bis zu 60 Prozent in der tropischen Kiefer (Pinus longifolia), (−)-3-Caren mit bis zu 19 Prozent in der Gemeinen Waldkiefer (Pinus sylvestris) vor. Terpentinöl enthält je nach Provenienz unterschiedliche Mengen 3-Caren: In den Sorten amerikanisch, griechisch und portugiesisch ist es nicht enthalten, in sowjetischem Terpentinöl beträgt der Gehalt bis zu 24 Prozent.

## Eigenschaften
Die farblose Flüssigkeit ist brennbar, mit einem Flammpunkt von ca. 43 °C, sie hat einen angenehmen süßlichen Geruch.
3-Caren gilt als allergieauslösend und kann Hautekzeme (Malerkrätze) verursachen.

## Verwendung
Durch Ozonolyse kann 3-Caren in Riechstoffe umgewandelt werden. Für die Menthol-Synthese kann es als Ausgangsstoff gewählt werden.
Ferner können aus 3-Caren enantioselektiv Pyrethroide (Chrysanthem- und Norchrysanthemsäureester) synthetisiert werden.
Aus 3-Caren können Monomer-Bausteine (Campherlactam und Caranlactam) für Polyamide hergestellt werden.